# Torre Giurisdavidica
La Torre Giurisdavidica (en français : Tour jurisdavidique) est située sur le Monte Labbro (it), dans la municipalité d'Arcidosso,(province de Grosseto), en Toscane.

## Histoire
Il ne reste que les ruines de bâtiments (ermitage et église) et une tour circulaire qui étaient le centre de la communauté jurisdavidique fondée par David Lazzaretti sur le Monte Labbro.
La construction de la tour a commencé en juillet 1869 et s'est terminée en août 1870. Cependant, la tour a cédé peu de temps après sous le poids du toit. Le 18 août 1878, David Lazzaretti, alors qu'il dirigeait un grand cortège vers Arcidosso, se heurta à une foule de villageois conduits par les forces de l'ordre. Un coup de mousquet le frappa à la tête et il mourut le soir près de Bagnore, une frazione de Santa Fiora.
Après la mort de Lazzaretti, la tour est lentement tombée en ruine. Quelques premières tentatives de récupération ont été entreprises en 1958 par des adeptes du jurisdavidisme (giurisdavidismo (it)). Gravement endommagée par la foudre, elle a été consolidée en 1995 et restaurée dans les années 2003 à 2004.
Outre la tour, les ruines d'autres édifices sacrés de la communauté sont encore visibles : l'église, consacrée en 1872 – avec la première messe célébrée le 29 septembre 1875 – et l'ermitage, achevé en 1875.
Une exposition permanente, sise dans les salles du musée de la Rocca aldobrandesca d'Arcidosso lui est consacrée.

## Galerie

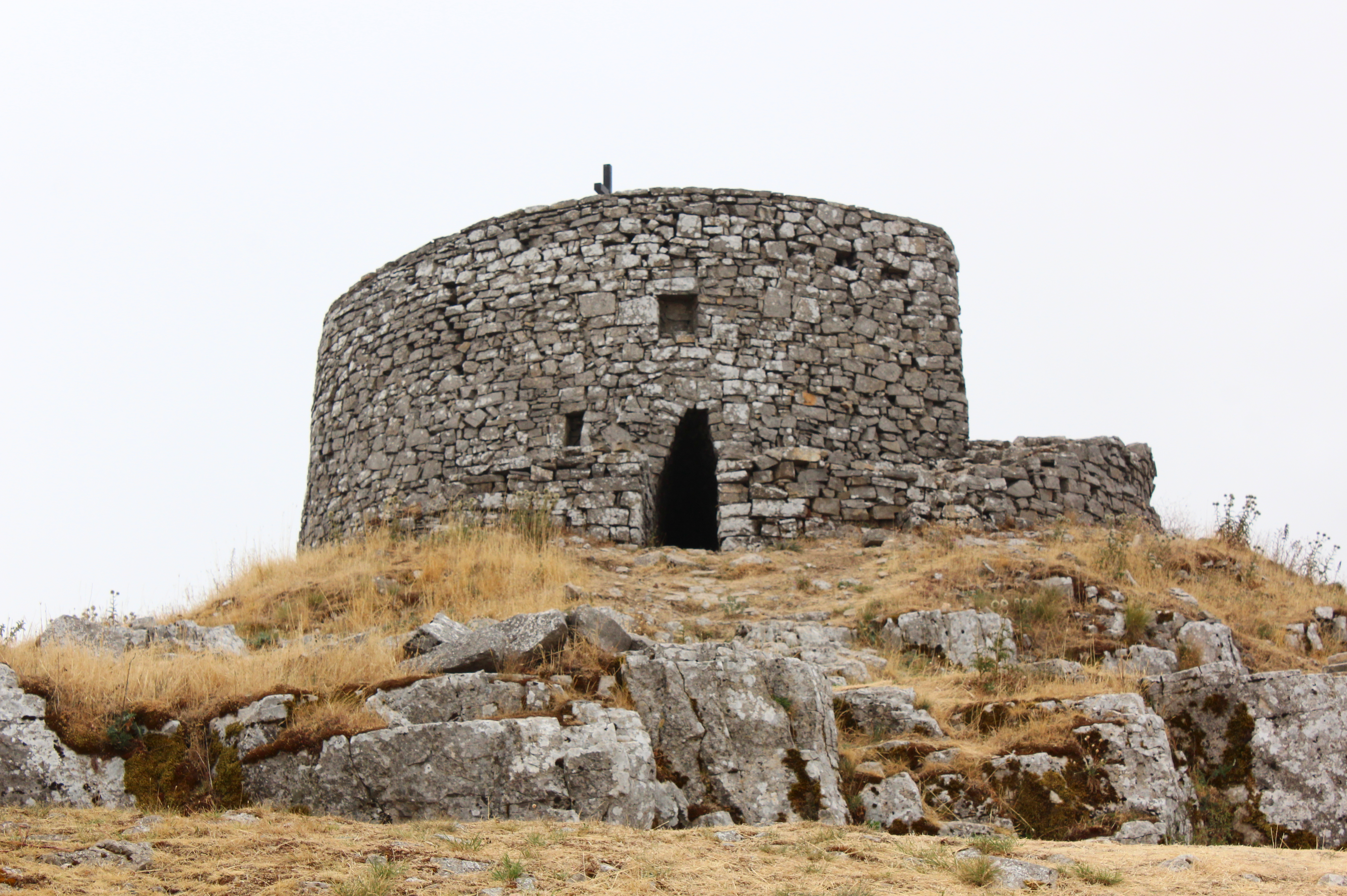
La tour
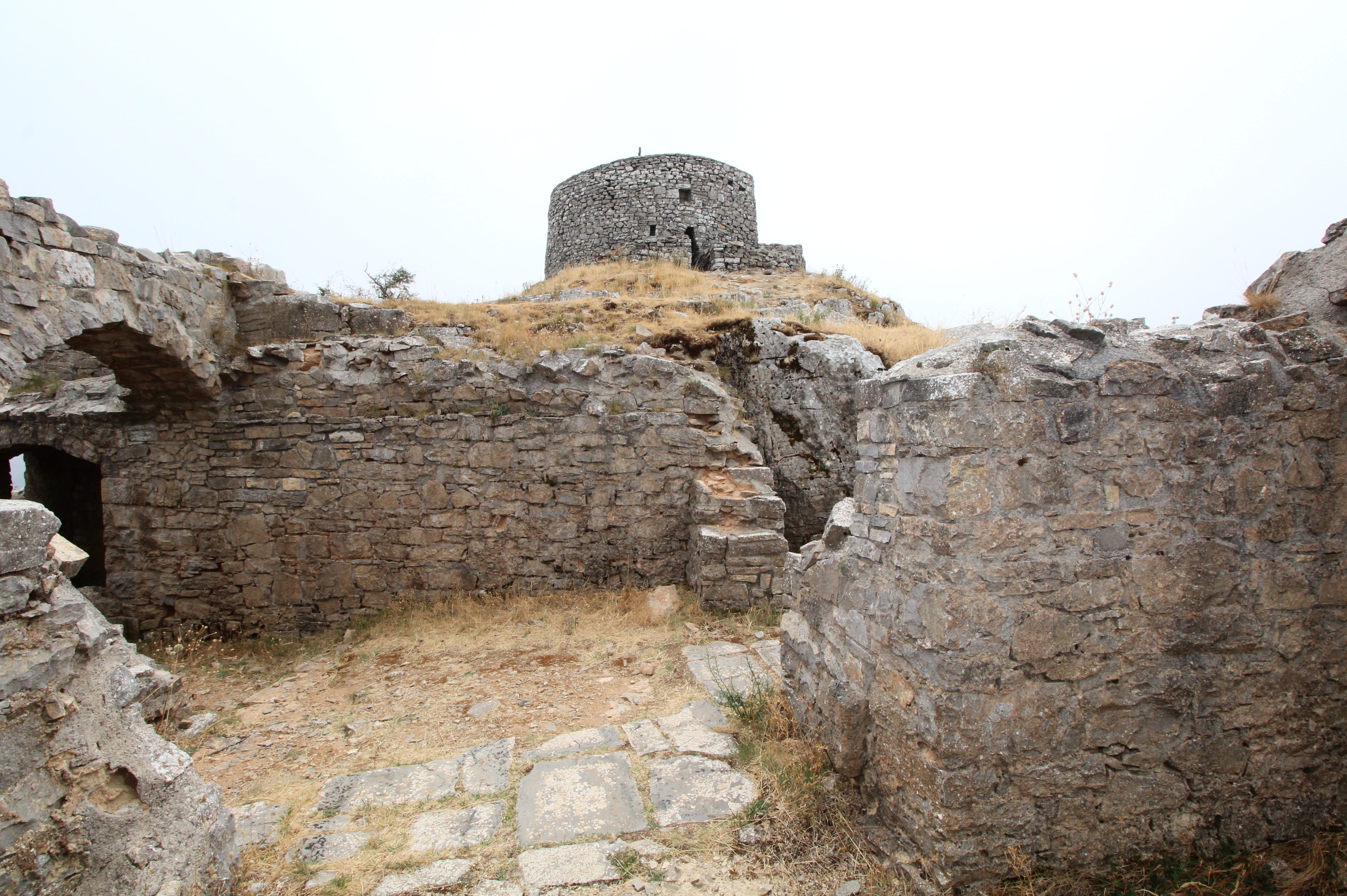
Ruines de l'Ermitage
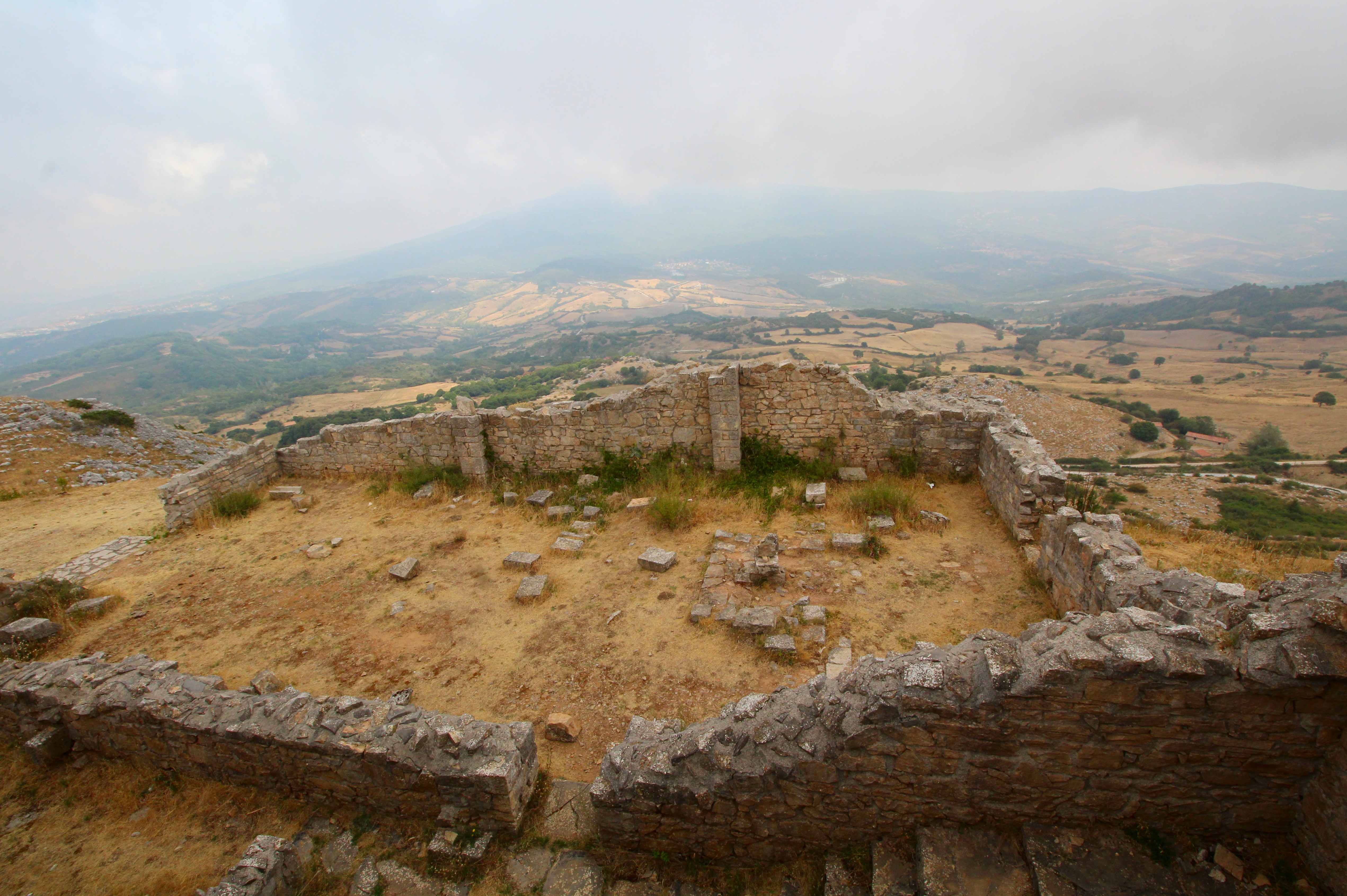
Vue aérienne de l'Ermitage
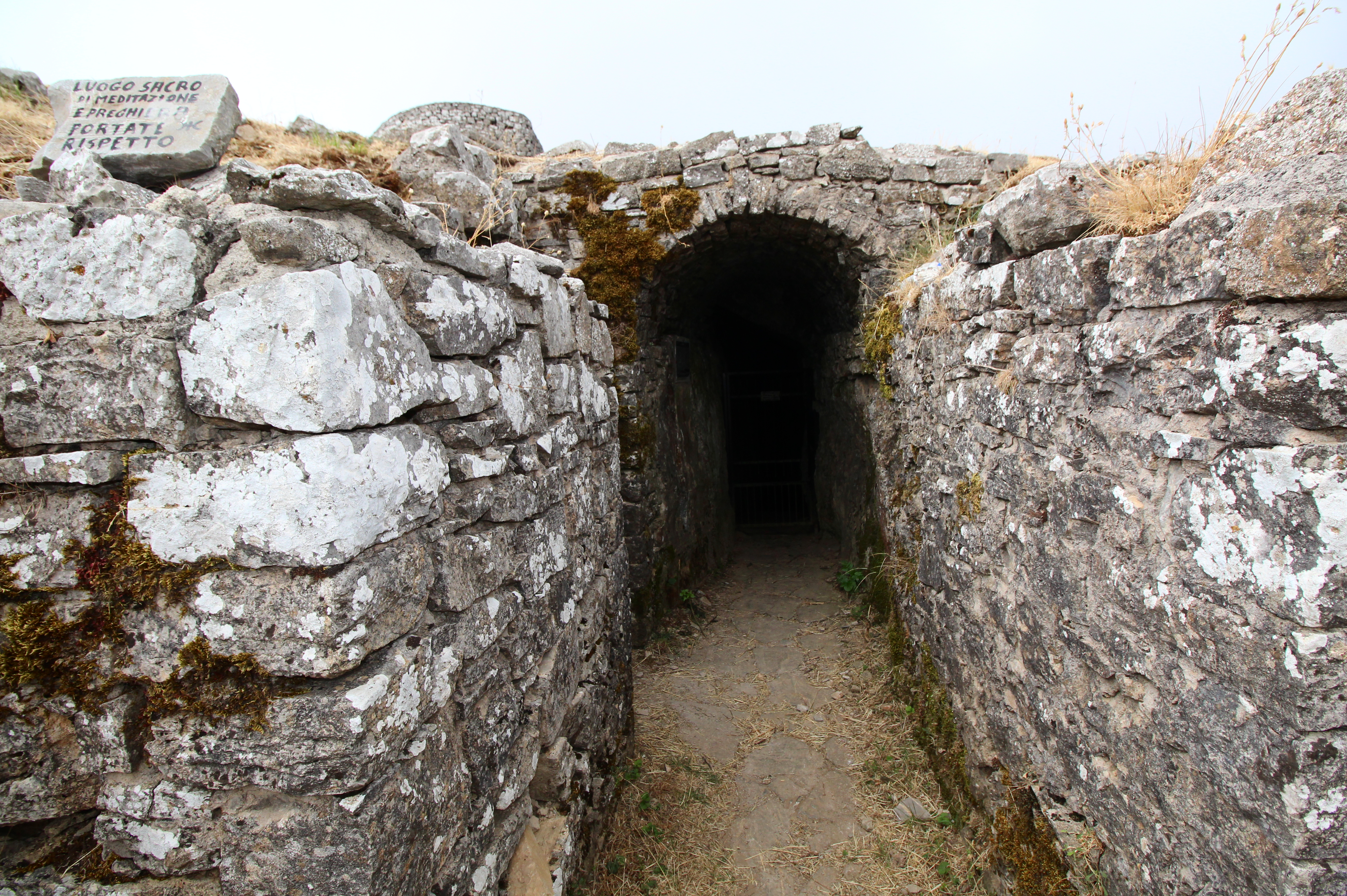
Chapelle
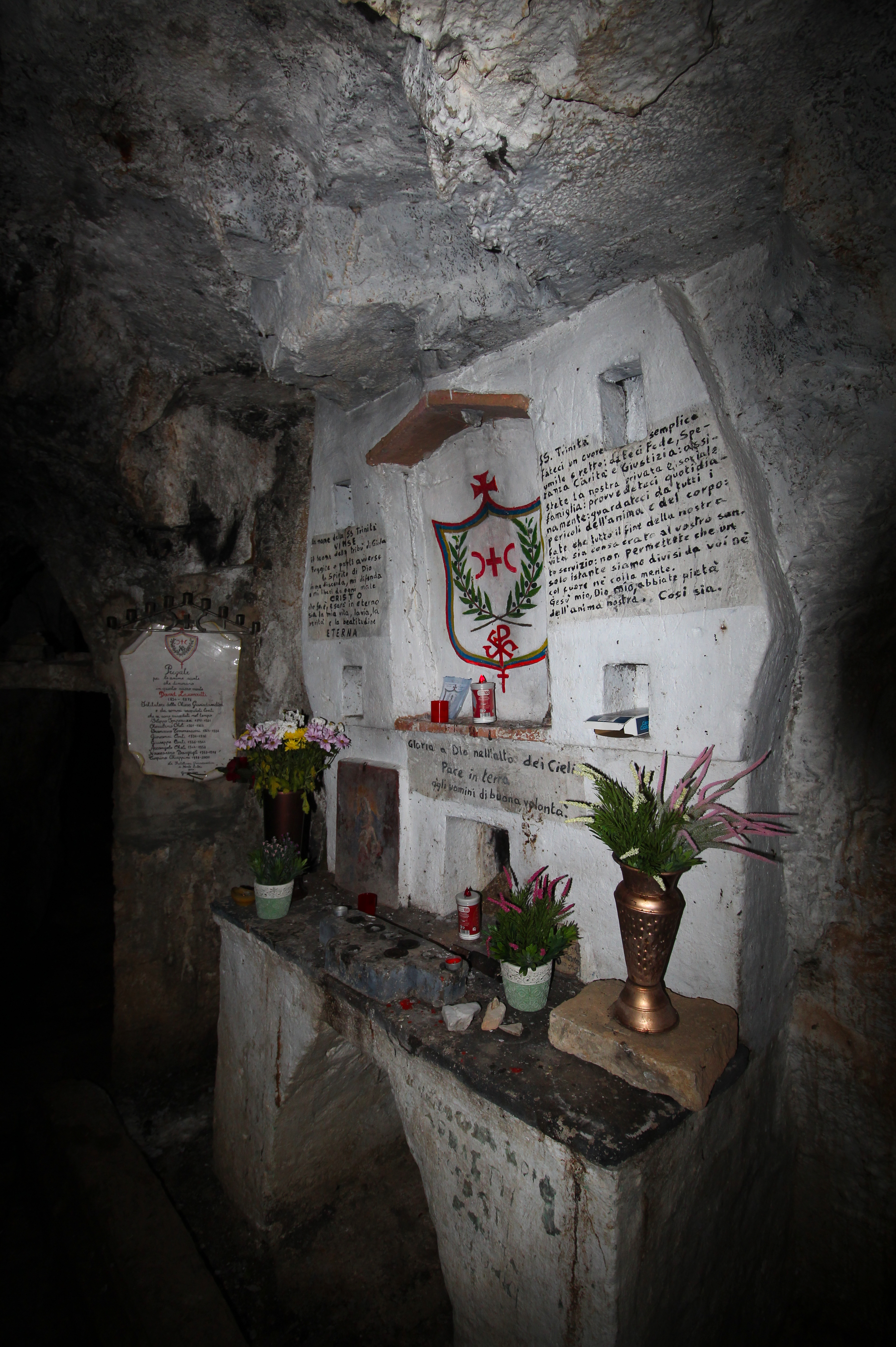
Intérieur de la chapelle